# Direktøren for det hele
Direktøren for det hele is een Deense filmkomedie uit 2006 onder regie van Lars von Trier.

## Verhaal
Kristoffer is de chef van een informaticabedrijf, die moeilijkheden heeft met het brengen van slecht nieuws. Daarom heeft hij bij de oprichting van zijn firma een fictieve chef verzonnen om zich achter te verschuilen bij het nemen van lastige beslissingen. Zelfs nu hij zijn bedrijf wil verkopen aan een norse IJslandse zakenman, tracht hij de schone schijn op te houden.

## Rolverdeling
- Jens Albinus: Kristoffer
- Peter Gantzler: Ravn
- Iben Hjejle: Lise
- Henrik Prip: Nalle
- Mia Lyhne: Heidi A.
- Casper Christensen: Gorm
- Louise Mieritz: Mette
- Jean-Marc Barr: Spencer
- Sofie Gråbøl: Kisser
- Friðrik Þór Friðriksson: Finnur
- Benedikt Erlingsson: Tolk
- Anders Hove: Jokumsen
- Lars von Trier: Verteller